# 主龍形下綱

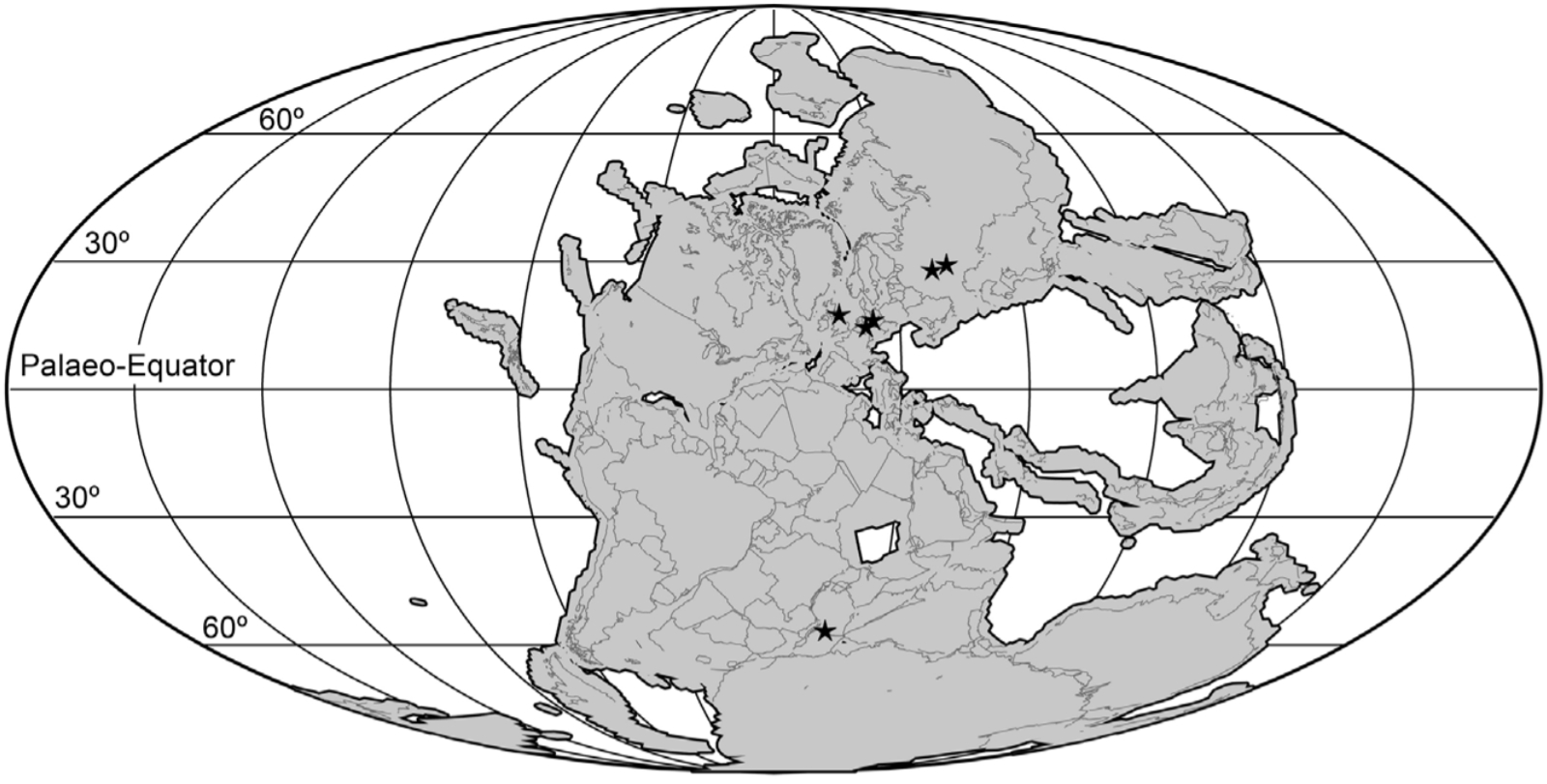
峨嵋山暗色岩事件期间的地球，黑色五角星表示主龍形下綱的化石分布

主龍形下綱（Archosauromorpha）又名初龍形下綱，是雙孔類爬行動物的一個下綱，首次出現於晚二疊紀，在三疊紀更為繁盛。此下綱包括：喙頭龍目（Rhynchosauria）、三稜龍目（Trilophosauria）、原龙目（Protorosauria）、主龍形類（Archosauriformes）、以及暫時性列入的離龍目（Choristodera）。這些動物的外表上有很大不同，牠們一度被分類到不同亞綱裡：三稜龍類被分到闊孔亞綱、喙頭龍類被分到鱗龍形下綱裡的喙頭目，牠們因骨骼與頭骨上的小細節而被提議分為同一演化支，從共同的祖先演化而來。
上述五個分類中，前三者因三疊紀-侏羅紀滅絕事件滅亡或衰落。離龍目成為少數動物群，存活到中新世。主龍形類在早三疊紀佔了重要的位置，後來演化出更成功的主龍類。

## 分類
- 雙孔亞綱 Diapsida
  - 主龍形下綱 ARCHOSAUROMORPHA
    - 泛龟类 Pantestudines
      - 龟鳖形类 Testudinata 
        - 龜鱉目 Testudines

    - ?†離龍目 Choristodera
    - †属 Aenigmastropheus
    - †类原蜥属 Prolacertoides
    - †属 Elachistosuchus
    - †原龙目 Protorosauria
    - †怪异龙类（英语：Allokotosauria） Allokotosauria
      - ?†北极龙属 Arctosaurus
      - †属 Pamelaria
      - †爱珍多龙科 Azendohsauridae
      - †三稜龍目 Trilophosauria

    - †喙頭龍目 Rhynchosauria
    - †属 Boreopricea
    - †原蜥科 Prolacertidae
    - †属 Teyujagua
    - †塔斯马尼亚龙属 Tasmaniosaurus
    - 主龙形类 Archosauriformes

## 外部連結
- Palaeos
- Paleofiles - lists taxa